# Sowjetischer Fußballpokal 1946
Der Sowjetische Fußballpokal 1946 war die siebte Austragung des sowjetischen Pokalwettbewerbs der Männer. Der Wettbewerb wurde innerhalb von 15 Tagen durchgeführt. Alle Spiele fanden in Moskau statt.
Pokalsieger wurde Spartak Moskau. Das Team setzte sich im Finale gegen Dinamo Tiflis durch. Titelverteidiger ZDKA Moskau war im Viertelfinale ausgeschieden.

## Achtelfinale
| Datum      |                       | Ergebnis  |                           |
| ---------- | --------------------- | --------- | ------------------------- |
| 06.10.1946 | ZDKA Moskau           | 4:1       | Zenit Leningrad           |
| 06.10.1946 | Torpedo Moskau        | 3:0       | Krylja Sowetow Kuibyschew |
| 07.10.1946 | Dynamo Moskau         | 4:0       | Pischtschewik Moskau      |
| 07.10.1946 | Dinamo Tiflis         | 0:0 n. V. | Dinamo Minsk              |
| 08.10.1946 | Spartak Moskau        | 6:2       | WWS Moskau                |
| 08.10.1946 | Spartak Uschgorod     | 4:3 n. V. | Dynamo Leningrad          |
| 09.10.1946 | Dynamo Kiew           | 3:0       | Dinamo Riga               |
| 09.10.1946 | Krylja Sowetow Moskau | 2:1       | Traktor Stalingrad        |

### Wiederholungsspiel
| Datum      |               | Ergebnis |              |
| ---------- | ------------- | -------- | ------------ |
| 08.10.1946 | Dinamo Tiflis | 2:0      | Dinamo Minsk |

## Viertelfinale
| Datum      |                       | Ergebnis  |                   |
| ---------- | --------------------- | --------- | ----------------- |
| 11.10.1946 | Dynamo Moskau         | 1:2       | Dinamo Tiflis     |
| 11.10.1946 | Torpedo Moskau        | 4:0 n. V. | ZDKA Moskau       |
| 13.10.1946 | Krylja Sowetow Moskau | 1:2 n. V. | Dynamo Kiew       |
| 13.10.1946 | Spartak Moskau        | 5:0       | Spartak Uschgorod |

## Halbfinale
| Datum      |                | Ergebnis |               |
| ---------- | -------------- | -------- | ------------- |
| 15.10.1946 | Torpedo Moskau | 1:2      | Dinamo Tiflis |
| 16.10.1946 | Spartak Moskau | 3:1      | Dynamo Kiew   |

## Finale
| Paarung        | Spartak Moskau – Dinamo Tiflis |
| Ergebnis       | 3:2 n. V. (2:2, 2:2) |
| Datum          | 20. Oktober 1946 |
| Stadion        | Dynamo-Stadion, Moskau |
| Zuschauer      | 70.000 |
| Schiedsrichter | Michail Dmitrijew |
| Tore           | 1:0 Iwan Konow (9.) 1:1 Awtandil Gogoberidse (15.) 1:2 Georgi Antadse (22.) 2:2 Georgi Glaskow (38.) 3:2 Oleg Timakow (99.) |
| Spartak Moskau | Alexei Leontjew – Serafin Cholodkow, Nikolai Guljajew – Wassili Sokolow , Konstantin Rjasantsew, Oleg Timakow – Boris Smyslow (116. Nikolai Klimow), Iwan Konow, Alexei Sokolow, Nikolai Dementjew, Georgi Glaskow Cheftrainer: Albert Wollrat                           |
| Dinamo Tiflis  | Iwan Ioseliani – Alexander Pechlewanidi, Lewan Saldadse – Ibrahim Serdschweladse, Artschil Kiknadse, Grigori Gagja – Georgi Antadse, Awtandil Gogoberidse, Boris Paitschadse , Wiktor Bereschnoi, Wiktor Panjokow (46. Aslan Charbedija) Cheftrainer: Andrei Schordanija |